# Fluxus (film)
Fluxus conosciuto anche come Fluxus Hair Tainer (Fluxus Hajfény) è un film cortometraggio del 2004 diretto da László Csáki, scritto da quest'ultimo insieme a Manuéla Maráczy e interpretato da László Szacsvay, Ervin Nagy, Barbara Gerhát. È una libera trasposizione del romanzo Timbuctú di Paul Auster.
In Italia il film è stato presentato al Dedica Festival di Pordenone del 2009, dedicato a Paul Auster, nella sezione Paul Auster Marathon Movie 1, in lingua originale sottotitolato in italiano.

## Distribuzione

### Data di uscita
- Ungheria: Agosto 2004 (Sziget Festival)
- Ungheria: Febbraio 2005 (Hungarian Film Festival)